# Cordillera Mazo Cruz
Die Cordillera Mazo Cruz (auch: Cordillera Maso Cruz) ist ein Höhenrücken im Departamento Cochabamba in Bolivien.
Die Cordillera Mazo Cruz gehört zu den abgelegeneren Bergregionen Boliviens. Die Bergkette hat eine Länge von vierzig Kilometern und ist zwischen fünf und zehn Kilometer breit. Der Bergrücken der Cordillera Mazo Cruz liegt zwischen 4000 und 4500 Meter Höhe, ihr höchster Gipfel im Nordwesten des Rückens weist eine Höhe von 4601 m auf.

## Lage
Die Cordillera Mazo Cruz setzt die bolivianische Cordillera Real über die Cordillera Quimsa Cruz in südöstlicher Richtung fort. Der Gebirgszug Mazo Cruz liegt zwischen 17°05'S 66°46'W und 17°26'S 66°25'W im Grenzbereich zwischen der Provinz Ayopaya im Nordwesten, der Provinz Tapacarí im Südwesten und der Provinz Quillacollo im Südosten. Im Norden wird der Höhenzug durch den Río Charapaya, den Río Cocayapa und den Río Yacanco begrenzt, im Osten durch den Río Morochata, im Süden durch den Río Tapacarí und im Südosten durch den Río Rocha.

## Klima und Höhenstufen
Die Cordillera Mazo Cruz unterteilt sich in drei Höhenstufen. Die Talschaften erstrecken sich von 2500 bis 3700 Metern Meereshöhe. Die durchschnittliche Temperatur liegt hier bei 12 °C, mit einem Jahresniederschlag von 600 mm. Die Puna beginnt auf 3700 Meter und endet auf etwa 4000 Meter. Hier liegt der Jahresniederschlag nur noch bei 300 mm und die Durchschnittstemperatur bei 7 °C.
Von 4000 Meter bis auf 4600 Meter hinauf erstreckt sich das Alto Andino, das andine Hochland. Das Klima ist hier sehr kalt und semihumid. Es regnet vor allem in den Monaten von November bis März, die restlichen Monate sind ziemlich trocken. Die Durchschnittstemperatur fällt auf 5 °C und die jährliche Niederschlagsmenge liegt bei 600 mm.